# K3 en de kattenprins
K3 en de kattenprins is de derde film van de Vlaamse meidengroep K3. De film kwam uit in 2007 en is geregisseerd door Matthias Temmermans. Het is de laatste K3-film met Kathleen Aerts.

## Verhaal
K3 vindt op een nacht een sprookjesboek in hun slaapkamer. In het sprookjesboek verschijnt het gezicht van een prins die vervloekt werd door de kattenkoningin. Wanneer de prins voor 12 uur middernacht zijn liefde niet heeft gekust, zal hij veranderen in een kat. Om zijn ware liefde te vinden schakelt de prins de hulp in van fee Fiorella. Die haalt op haar beurt de meisjes van K3 op met haar koets en brengt K3 naar Sprookjesland, hoog in de wolken.

## Rolverdeling
| Acteur               | Personage                 |
| -------------------- | ------------------------- |
| Karen Damen          | Karen                     |
| Kristel Verbeke      | Kristel                   |
| Kathleen Aerts       | Kathleen                  |
| Roel Vanderstukken   | Prins von everstein       |
| Terence Schreurs     | Fiorella/Nichtje Evelien  |
| Irene Moors          | Kokkin/Tante Yvette       |
| Carry Goossens       | Lakei Nestor/Nonkel André |
| Frank Van Erum       | Lakei Fribulaer           |
| Geert Dehertefelt    | Lakei                     |
| Ini Massez           | Hofdame                   |
| Kim Nelis            | Hofdame                   |
| Annelies Smeyers     | Hofdame                   |
| Wali Oliviers        | Tuinman                   |
| Anne Mie Gils        | koningin Abbessinia       |
| Britt Van Der Borght | prinses Filina            |
| Knarf Van Pellecom   | koning Krats              |

## Hitnotering

### Nederlandse DVD Movie Top 30
| Hitnotering: (Week 1 t/m 8) 19-04-2008 t/m 07-06-2011 | Hitnotering: (Week 1 t/m 8) 19-04-2008 t/m 07-06-2011 | Hitnotering: (Week 1 t/m 8) 19-04-2008 t/m 07-06-2011 | Hitnotering: (Week 1 t/m 8) 19-04-2008 t/m 07-06-2011 | Hitnotering: (Week 1 t/m 8) 19-04-2008 t/m 07-06-2011 | Hitnotering: (Week 1 t/m 8) 19-04-2008 t/m 07-06-2011 | Hitnotering: (Week 1 t/m 8) 19-04-2008 t/m 07-06-2011 | Hitnotering: (Week 1 t/m 8) 19-04-2008 t/m 07-06-2011 | Hitnotering: (Week 1 t/m 8) 19-04-2008 t/m 07-06-2011 | Hitnotering: (Week 1 t/m 8) 19-04-2008 t/m 07-06-2011 |
| Week                                                  | 1                                                     | 2                                                     | 3                                                     | 4                                                     | 5                                                     | 6                                                     | 7                                                     | 8                                                     |                                                       |
| ----------------------------------------------------- | ----------------------------------------------------- | ----------------------------------------------------- | ----------------------------------------------------- | ----------------------------------------------------- | ----------------------------------------------------- | ----------------------------------------------------- | ----------------------------------------------------- | ----------------------------------------------------- | ----------------------------------------------------- |
| Nummer                                                | 3                                                     | 7                                                     | 6                                                     | 9                                                     | 18                                                    | 8                                                     | 21                                                    | 20                                                    | uit                                                   |